# I Miss You (canción de Basshunter)
«I Miss You» (en español «Te echo de menos») es el cuarto sencillo del dj y productor sueco Basshunter dentro su tercer álbum de estudio Now You're Gone - The Album. Es una versión de la canción "Miss You" de Westlife, de su álbum de estudio homónimo Westlife lanzado en 1999. Es producida por Basshunter y Scott Simons, colaborador en muchas canciones del álbum y es interpretada por Basshunter y Lauren Dyson.

## Lanzamiento
El sencillo fue lanzado el 15 de diciembre de 2008 en formatos físicos y digitales. I Miss You se anunció por primera vez como contenido extra en el sencillo de Sash! "Raindrops (Encore une Fois)". El 5 de noviembre fue presentado en la web de Hard2Beat el videoclip oficial de la canción. La pista número 2 del CD Sencillo "Basshunter Megamix" es una mezcla de los cuatro primeros sencillos del álbum de Basshunter Now You're Gone - The Album.

## Desempeño comercial
El 14 de diciembre de 2008, la canción enteró en el UK Singles Chart la número 86 en ser descargada y llegó al 32.

## Video musical
Tomando desde donde Basshunter y Aylar nos dejaron en "Angel in the Night", "I Miss You" se establece entre las montañas de Noruega en una hermosa cabaña. Aylar, Basshunter, y unos amigos pasan el último día de Navidad en un jacuzzi, haciendo guerras de bolas de nieve, y en una fiesta.

## Formatos y lista de canciones

### Cd Sencillo(Portada roja)
- 1. "I Miss You" (Radio Edit) - 02:45
- 2. Basshunter Megamix - 04:25

### Cd Maxisencillo(Portada azul)
- 1. "I Miss You" (Radio Edit) - 02:45
- 2. "I Miss You" (Fonzerelli Edit) - 02:42
- 3. "I Miss You" (Album Version) - 03:48
- 4. "I Miss You" (Fonzerelli Remix) - 06:39
- 5. "I Miss You" (Headhunters Remix) - 05:08

## Posicionamiento en listas
| Lista (2008-09)       | Posición más alta |
| --------------------- | ----------------- |
| German Singles Chart  | 70                |
| Swedish Singles Chart | 46                |
| UK Singles Chart      | 32                |
| Irish Dance Chart     | 1                 |